# K/ch-Linie

Das traditionelle Verbreitungsgebiet westoberdeutscher (= alemannischer) Dialektmerkmale im 19. und 20. Jahrhundert

Die k/ch-Linie ist eine der wichtigsten Isoglossen im Alemannischen. Nördlich der Linie ist germanisches k im Silbenansatz und nach l und r erhalten geblieben (Kopf, Kirch, stark, mälke); südlich davon ist es zu ch [⁠x⁠] geworden (Chopf, Chilche, starch, mälche). Die k/ch-Linie bildet das hauptsächliche Unterscheidungsmerkmal zwischen dem Hoch- und Höchstalemannischen einerseits und den anderen alemannischen Untergruppen andererseits.
Die k/ch-Linie bildet einen Keil mit der Basis im Süden: Aus dem elsässischen Sundgau kommend, verläuft sie nach Nordosten und erreicht im oberbadischen Opfingen ihren nördlichsten Punkt. Dann verläuft sie Richtung Südosten durch den Schwarzwald bis an den Bodensee bei Radolfzell. Hinter dem See verläuft sie weiter den Rhein entlang zwischen der Schweiz auf der einen und Vorarlberg und Liechtenstein auf der anderen Seite. 
Die Dialekte von Chur und Basel-Stadt sind die einzigen Dialekte südlich dieser Linie, in denen es nicht ch, sondern k heißt.
Die k/ch-Linie ist 1887 durch Erhebungen des Deutschen Sprachatlas in dieser Form festgestellt worden. In der Zwischenzeit sind – zum Beispiel im Oberbadischen – Abweichungen von dieser Linie entstanden; das ch wurde unter hochdeutschem Einfluss nach Süden verdrängt.